# Salomon Soesman jr.

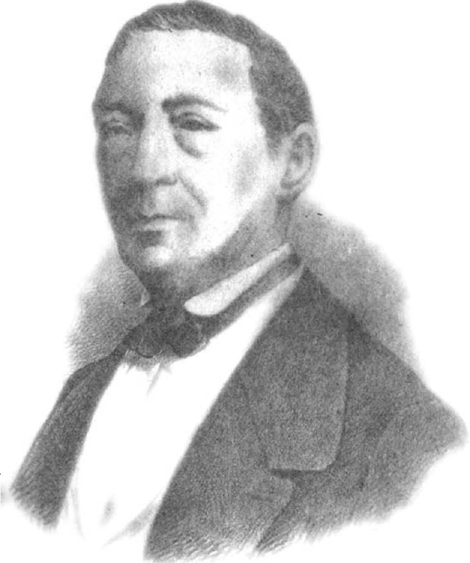
Salomon Soesman jr.

Salomon Soesman jr. (Amsterdam, 28 november 1801 – Coronie, 3 april 1877) was een in Suriname actief koopman en politicus.
Na zijn opleiding ging hij werken bij een koopmanskantoor in Londen. Toen hij daar enkele jaren ervaring had opgedaan keerde hij terug naar Nederland waarna hij op 25-jarige leeftijd vertrok naar Suriname. Hij was daar lange tijd een succesvol zakenman; onder andere met de firma Gebrs. Soesman die een filiaal in Boston had.
In 1866 kreeg Suriname met de Koloniale Staten een parlement waarvoor hij verkozen werd. De gouverneur benoemde aan het begin van het eerste zittingsjaar Jasper Mauritsz Ganderheyden tot voorzitter en Soesman als vicevoorzitter. Een jaar later gaf Mauritsz Ganderheyden het voorzitterschap en Statenlidmaatschap op vanwege een reis naar Nederland, waarna Soesman hem opvolgde als voorzitter. Twee jaar later verliet hij het parlement.
In 1863 werd de slavernij in Suriname afgeschaft (zie Emancipatiewet) en mede daardoor kwamen in die periode nogal wat plantage-eigenaren in de problemen. Zijn bedrijf verstrekte grote geldbedragen als voorschot aan suikerplanters. Omdat terugbetaling vaak niet lukte kwam ook zijn bedrijf in de problemen. Hij vertrok naar het district Coronie waar hij in 1877 op 75-jarige leeftijd overleed.